# Jelka Godec
Jelka Godec, slovenska učiteljica in političarka, * 21. november 1969, Celje. 
Trenutno je poslanka v Državnem zboru Republike Slovenije in vodja poslanske skupine SDS. Po delovanju v sekundarnem izobraževanju je leta 2006 postala direktorica Ljudske univerze Šentjur.  
Na Državnozborskih volitvah 2014 je bila v okraju Šentjur izvoljena za poslanko Državnega zbora Republike Slovenije v vrstah Slovenske demokratske stranke. Poslansko službo je opravljala do imenovanja na mesto državne sekretarke v kabinetu predsednika vlade, 26. marca 2022. Ponovno je bila na mesto poslanke izvoljena leta 2022. 

## Mladost in izobraževanje
Mladost je preživela v Celju, kjer je obiskovala tudi tamkajšnjo Gimnazijo Celje - Center. Leta 1995 je iz fizike - tehnike diplomirala na Pedagoški fakulteti Univerze v Ljubljani, leta 2005 pa na mariborski pedagoški fakulteti pridobila še naziv profesorica fizike. Kasneje se je vpisala na fakulteto v Ljubljani in Mariboru je delovala kot učiteljica oz. profesorica fizike in matematike v osnovnošolskih in srednješolskih ustanovah. Leta 2006 je postala direktorica Ljudske univerze Šentjur.

## Politika
Na državnozborskih volitvah 2014 je bila volilnem okraju Šentjur (5. volilna enota, 1. okraj) izvoljena za poslanko SDS, prav tako v letu 2018, ko je v domači VO Šentjur pri Celju zmagala s 3.061 glasovi (34,93 odstotka). V prvem mandatu je bila predsednica Preiskovalne komisije o ugotavljanju zlorab v slovenskem zdravstvenem sistemu na področju prodaje in nakupa žilnih opornic, v drugem pa predsednica Preiskovalne komisije o ugotavljanju odgovornosti nosilcev javnih funkcij na programu otroške kardiologije ter področju nabav in upravljanja z medicinsko opremo in zdravstvenim materialom. Leta 2015 je v Slovenski demokratski stranki zasedla položaj podpredsednice, ponovno pa bila izvoljena tudi leta 2021.
26. marca 2020 jo je 14. vlada Republike Slovenije imenovala na mesto državne sekretarke v kabinetu predsednika vlade, odgovorne za zdravje, s čimer ji je prenehal poslanski mandat. Na državnozborskih volitvah leta 2022 je bila v okraju Šentjur tretjič izvoljena za poslanko, prejela je 4.339 glasov oz. 35,69 odstotka. 20. maja 2022 je bila imenovana na mesto vodje poslanske skupine Slovenske demokratske stranke.
Na lokalnih volitvah leta 2022 je neuspešno kandidirala za županjo Šentjurja. V tekmi 2 kandidatov je prejela 29,39% glasov, njen protikandidat in izvoljeni župan Marko Diaci pa 70,61%.

### Članstvo v delovnih telesih DZ

#### 2014–2018
V času 7. državnega zbora je bila članica naslednjih delovnih teles:
- Preiskovalne komisije o ugotavljanju zlorab v slovenskem zdravstvenem sistemu na področju prodaje in nakupa žilnih opornic (kot predsednica)
- Odbora za delo, družino, socialne zadeve in invalide (kot članica)
- Odbora za izobraževanje, znanost, šport in mladino (kot članica)
- Odbora za kulturo (kot članica)
- Odbora za zdravstvo (kot članica).

#### 2018–2020
3. junija 2018 je bila znova izvoljena v Državni zbor. 
V času 8. državnega zbora je bila članica naslednjih delovnih teles:
- Odbor za zdravstvo (podpredsednica)
- Odbor za delo, družino, socialne zadeve in invalide (članica)
- Odbor za izobraževanje, znanost, šport in mladino (članica)
- Preiskovalna komisija o ugotavljanju odgovornosti nosilcev javnih funkcij na programu otroške kardiologije ter področju nabav in upravljanja z medicinsko opremo in zdravstvenim materialom (predsednica)
- Skupina prijateljstva z Republiko Poljsko (članica)

## Zasebno
Je poročena in mati treh otrok. Njen oče je nekdanji državni svetnik Jože Korže.